# 康山花園
康山花園（英語：Kornhill Garden）是香港唯一一個作為港鐵車站上蓋物業的私人機構參建居屋計劃屋苑，座落港島東區康山東行英皇道和康山道之間、康山山麓，沿英皇道建於港鐵港島綫太古站之上，屬於康怡花園發展計劃的第2期，第八期乙居屋，1986年居者有其屋計劃之一，由恒隆地產（佔39%）、新世界發展、凱聯酒店、怡華置業、益新置業、淘化大同、萬邦投資及廖創興企業聯同地下鐵路公司（現時的港鐵公司）合組的財團「Headstar Limited」合作發展，及由香港房屋委員會負責監管整個發展過程及推售，並由港鐵公司管理。
值得一提的是，康山花園的門牌不在康山道，而是在英皇道末端，屋苑的門牌號碼位於英皇道1110-1128號，亦是全香港島門牌號碼最大的屋苑。

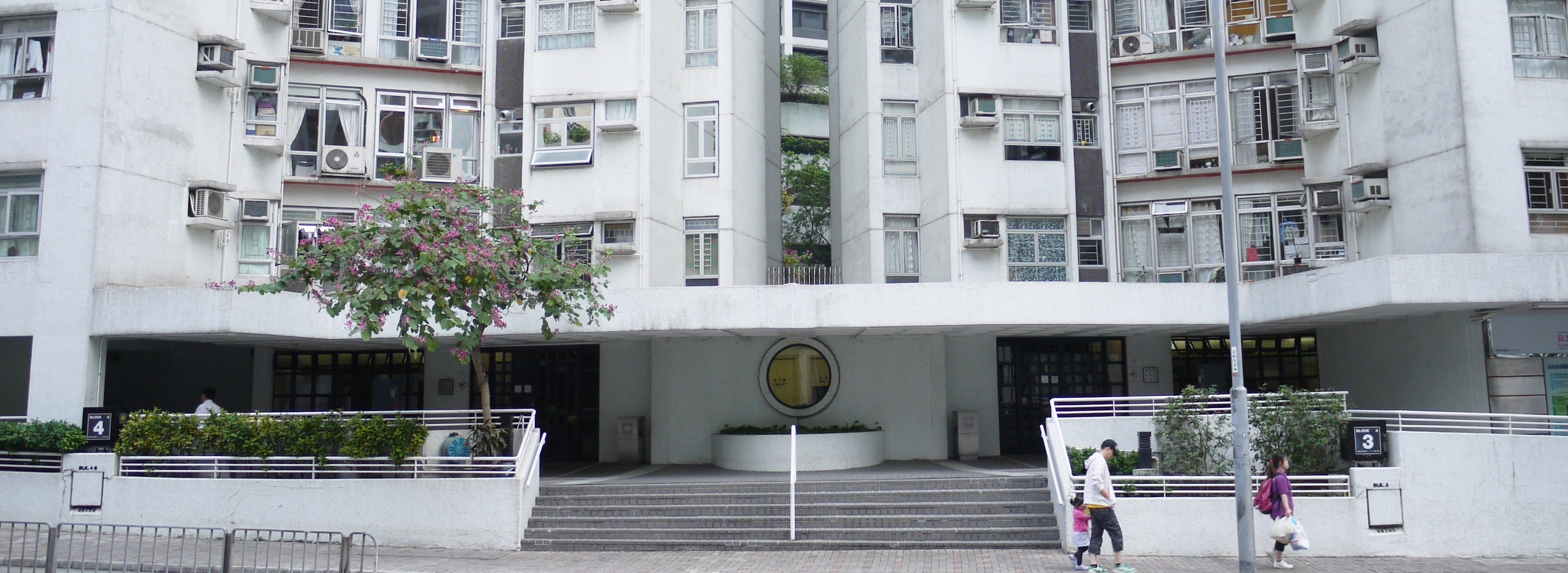
康山花園第3及4座雙座式入口大堂正門

## 屋苑資料

### 樓宇
屋苑共有10座樓高25至35層的住宅大廈，由伍振民建築師事務所（香港）有限公司設計，住宅部份由協興建築承建，商業部份（康怡廣場、康怡廣場辦公大樓及康蘭居）則由新昌營造承建，共2180個單位，樓宇採用鑽石井型大廈設計，單位建築面積48.4至66.6 m2（521至717 sq ft），實用面積40.0至55.0 m2（431至592 sq ft）。
樓宇設計與康怡花園大致相似，分別只是康山花園一半單位不設窗台，以及各層電梯大堂裝修和窗框顏色跟康怡花園不同，而間隔分為3房2廳及兩房兩廳，建築面積則分為521、587及717呎3種。
此外，一間非牟利的私人俱樂部（康怡花園俱樂部）在康怡花園成立，康山花園住戶可以申請加入，在申請獲得主辦機構接納及繳付入會費後，享用該會提供各項康體設施，包括游泳池、網球場及壁球場等。
| 樓宇座號 | 門牌號碼     | 樓宇類型                        | 落成年份 | 住宅層數 | 每層伙數 | 每座單位總數（伙） | 建築師             | 承建商   | 提供升降機的廠商 |
| -------- | ------------ | ------------------------------- | -------- | -------- | -------- | ------------------ | ------------------ | -------- | ---------------- |
| 第1座    | 英皇道1110號 | 私人機構參建居屋計劃 （鑽石廳） | 1987年   | 34       | 8        | 272                | 伍振民建築師事務所 | 協興建築 | 东芝             |
| 第2座    | 英皇道1112號 | 私人機構參建居屋計劃 （鑽石廳） | 1987年   | 33       | 8        | 264                | 伍振民建築師事務所 | 協興建築 | 东芝             |
| 第3座    | 英皇道1114號 | 私人機構參建居屋計劃 （鑽石廳） | 1987年   | 31       | 8        | 246                | 伍振民建築師事務所 | 協興建築 | 东芝             |
| 第4座    | 英皇道1116號 | 私人機構參建居屋計劃 （鑽石廳） | 1987年   | 29       | 8        | 230                | 伍振民建築師事務所 | 協興建築 | 东芝             |
| 第5座    | 英皇道1118號 | 私人機構參建居屋計劃 （鑽石廳） | 1987年   | 26       | 8        | 208                | 伍振民建築師事務所 | 協興建築 | 东芝             |
| 第6座    | 英皇道1120號 | 私人機構參建居屋計劃 （鑽石廳） | 1987年   | 25       | 8        | 200                | 伍振民建築師事務所 | 協興建築 | 东芝             |
| 第7座    | 英皇道1122號 | 私人機構參建居屋計劃 （鑽石廳） | 1987年   | 24       | 8        | 190                | 伍振民建築師事務所 | 協興建築 | 东芝             |
| 第8座    | 英皇道1124號 | 私人機構參建居屋計劃 （鑽石廳） | 1987年   | 24       | 8        | 190                | 伍振民建築師事務所 | 協興建築 | 东芝             |
| 第9座    | 英皇道1126號 | 私人機構參建居屋計劃 （鑽石廳） | 1987年   | 24       | 8        | 190                | 伍振民建築師事務所 | 協興建築 | 东芝             |
| 第10座   | 英皇道1128號 | 私人機構參建居屋計劃 （鑽石廳） | 1987年   | 24       | 8        | 190                | 伍振民建築師事務所 | 協興建築 | 东芝             |

## 娛樂設施及商場
- MOVIE MOVIE CITYPLAZA
- 太古城中心
- 康怡廣場/AEON
- 格蘭會

## 著名業主
- 徐子見：柴灣前漁灣區議員[2]

## 附近屋苑
- 太古城
- 康怡花園
- 康景花園
- 南豐新邨
- 逸樺園
- 西灣台

## 備註
1. ↑  載重量為750公斤，載客量為10人

## 外部連結
- 房委會物業位置及資料 康山花園 （页面存档备份，存于）
- 租務市場旺 康山呎租29元（明報）
- 康山花園2房月租1.5萬（信報）